# Рекорди (альбом)
Рекорди — третій студійний альбом української рок-групи Друга Ріка, який вийшов 26 квітня 2005 року на лейблі Lavina Music. На шість композиції з альбому було знято відеокліпи. Цей альбом став першим, у якому офіційно взяв участь Сергій Гера.
Даний альбом є знаковим для ДР альбом, оскілько саме з нього почав формуватися фірмовий «зрілий» саунд колективу, котрий отримав своє продовження на наступних платівках. Майже половина пісень, включаючи треки на які гурт відзняв відеогліпи, до сих пір виконються на концертах та є дуже популярними серед фанатів за виключенням чотирьох пісень — «Не йди», «За що», «Падали» та «Шоу», які гурт виконує вкрай рідко.
У березні 2020 року, гурт відсвяткув 15-річчя з моменту виходу альбому великим концертом у клубі ATLAS у Києві.

## Про альбом
Після виходу попереднього альбому «Два» та приходу до складу Шури (Гери), стиль гурту помітно змінився від Нової хвилі до Брит-попу — характерному за манерою до Coldplay. Платівка стала помітним кроком уперед, продемонструвавши, що гурт виріс музично та не стоїть на місті і як результат — альбом дав народження синглам, які стали візитівками гурту (ця стильова музична концепція набула розвитку в наступному альбомі — «Мода»). Також, починаючи з цього альбому, свої режисерські здібності почав проявляти бас-гітарист гурту — Віктор Скуратовський (пізніше він зніматиме ледь не кожне відео для гурту).
Концепція нової роботи — це поєднання жорстких гітарних рифів з еклектичним електронним саундом. Група навмисно уникала можливих музичних аналогій, водночас створюючи гітарне полотно, що увібрало в себе останні тенденції сучасної рок музики. .
На запис пісень, згадують музиканти, витратили величезні кошти, котрої могло-б вистачити в Україні для запису двох-трьох альбомів:
|                           | Коли слухаєш як вони були записані у 2005-му році, думаєш: блін, ну де наші вуха були? Хоча, звичайно, тоді були інші технічні засоби" |
| — Валерій Харчишин (2020) | |

.
Співак не любить розповідати, про що саме пісні Другої Ріки цього періоду — називає це питання найбільш жахливим у світі. Справа у тому, що «Рекорди» були записані на фоні негараздів у особистому житті фронтмена. Але, тим не менш, це перший цілісний і музично, і емоційно альбом групи. Спочатку він мав бути повністю електронним — саме у такому вигляді він і існував у демо-версії, але вийшов більш гітарний саунд  [Архівовано 7 березня 2020 у Wayback Machine.].

## Походження назви альбому
У червні 2005 року в інтерв'ю музичному інтернет-виданню music.com.ua було розтлумачено значення назви альбому :
|                                 | Ідея дизайну з'явилася ще задовго до альбому "Рекорди". У '99 чи 2001 році, коли ми збирались видавати альбом "Два". Власне, назва з'явилася дуже давно. Коли ми ще "Я є" записували, то хотіли назвати "Записи". Але згодом ми почали робити іншу музику — та, яка відрізнялася від тої "Другої рік"и, яка була, власне в '97-98 році. І вже та назва просто не підходила. А ідея дизайну з'явилась на концерті — здається, в місті Хмельницькому під час того, як ми сиділи разом після концерту, відпочивали. Це була колективна ідея — я навіть не пам'ятаю, хто запропонував. А якщо рекорди, тобто записи, то одразу виникла ідея вставити на обкладинку старий бобінний магнітофон. Ну, і, власне, хотілося зробити її в дусі мінімалізму. Нам це вдалося. |
| — Валерій Харчишин, лідер гурту | |

## Відгуки
Ось як описувалася сучасниками концепція альбому  [Архівовано 1 лютого 2018 у Wayback Machine.]:
|                       | А хлопці, як і обіцяли, дорослішають. З першого погляду і не скажеш, в чому саме це проявляється, але можна відчути – щось перемінилося, щось доволі наявно дозріває. Музика не стала у зв'язку з цим важчою – хоча дорослішання часто супроводжується збільшенням "ваги" – проте стала точнішою, чистішою. Але не аскетичною. Іншими словами, тут практично немає зайвих рухів, шуму. Крім того, вокаліст гурту, Валерій Харчишин, зростає і в якості автора текстів. Сказати точніше – глибшає. За цими віршами бачимо вже постать не юнака, а чоловіка. Молодого, але – чоловіка. В чому різниця? Перший, насамперед – відчуває. Другий – схильний до того, щоб осмислювати відчуте, причому не тільки у масштабі власної мушлі, а під різними кутами. Власне, не можна стверджувати, що другий кращий за першого, але він уже інший, і саме це є важливим. Зміна якості світогляду веде за собою зміни власних проявів щодо зовнішнього світу, і саме наявність змін викликає зацікавленість. І чи не їхню відсутність часто називають деградацією? Отже, "Друга ріка" зростає, як і кожна ріка, коли вона чомусь не згодна зникнути до того, як зустріне море. А що тоді – зникне? Та, мабуть, просто знову змінить якість? |
| — Антон „Йожик“ Лейба | |

## Композиції
| #     | Назва                | Автор слів  | Автор музики                  | Тривалість |
| ----- | -------------------- | ----------- | ----------------------------- | ---------- |
| 1.    | «Сам собі острів»    | В. Харчишин | Друга Ріка                    | 4:17       |
| 2.    | «Так мало тут тебе»  | В. Харчишин | С. Гера, Друга Ріка           | 3:11       |
| 3.    | «Спи до завтра»      | В. Харчишин | О. Барановський               | 3:30       |
| 4.    | «П'ю з твоїх долонь» | В. Харчишин | О. Барановський / Друга Ріка  | 4:17       |
| 5.    | «Секс на драйв»      | В. Харчишин | Друга Ріка                    | 3:47       |
| 6.    | «Три хвилини1»       | В. Харчишин | О. Барановський / В. Харчишин | 3:41       |
| 7.    | «Відчиняй2»          | В. Харчишин | Друга Ріка                    | 3:30       |
| 8.    | «Твої слова»         | В. Харчишин | С. Гера                       | 3:16       |
| 9.    | «Не йди»             | В. Харчишин | Друга Ріка                    | 4:16       |
| 10.   | «За що»              | В. Харчишин | О. Барановський               | 3:50       |
| 11.   | «Падали»             | В. Харчишин | О. Барановський               | 3:55       |
| 12.   | «Шоу»                | В. Харчишин | О. Барановський               | 4:14       |
| 45:48 |                      |             |                               |            |

Примітки:
- 1 — Пісня існує у двох версіях. Перша — альбомна, у котрій основними інструментами виступили акустична гітара та електричне піаніно. Друга — синглова (відео). Вона має електронніше аранжування і саме у такому вигляді вона виконується на концертах гуртом.
- 2 — Пісня існує у двох версіях. Перша — альбомна, а друга — синглова (відео), записана із вокальним сикстетом Jazzex.

## Музиканти
Друга Ріка
- Валерій Харчишин — вокал, бек-вокал, флогельгорн (Трек 6)
- Олександр Барановський — гітара
- Сергій Біліченко — гітара
- Віктор Скуратовський — бас-гітара
- Сергій Гера — клавішні, бек-вокал
- Олексій Дорошенко — барабани

Запрошені музиканти
- Віталій Телезін — rhodes piano (Трек 6)
- Олег Яшник — гітара (Трек 4)